# Dave Saunders
David Patrick Saunders, detto Dave (Seattle, 19 ottobre 1960), è un ex pallavolista statunitense.
Giocava nel ruolo di schiacciatore.

## Carriera
La carriera di Dave Saunders inizia, a livello universitario, con la UC Los Angeles, con cui vincerà 3 titoli NCAA. 
Dedicandosi successivamente esclusivamente alla nazionale statunitense, con cui vincerà due medaglie d'oro ai Giochi olimpici, una medaglia d'oro alla Coppa del Mondo 1985, una medaglia d'oro al campionato mondiale 1986, una medaglia d'oro ai X Giochi panamericani e una medaglia d'argento ai I Goodwill Games.
Nella stagione 1988-89 approda per la prima volta Italia, giocando per quattro stagioni nel Galileo Giovolley.
Si ritira dalla pallavolo giocata nel 1992.

## Palmarès

### Club
- NCAA Division I: 3

1979, 1981, 1982

### Nazionale (competizioni minori)
- Goodwill Games 1986
- Giochi panamericani 1987

### Premi individuali
- 1982 - NCAA Division I: All-Tournament Team